# Heywood Gould
Pour les articles homonymes, voir Gould.
Heywood Gould est un écrivain, réalisateur, scénariste et producteur américain, né le 19 décembre 1942 à New York. 
Il est principalement connu pour le scénario du film Cocktail qu’il a adapté pour le cinéma d’après son roman éponyme. Il a également réalisé trois films policiers et a écrit plusieurs scénarios pour le cinéma et la télévision.

## Biographie
Heywood Gould naît dans le quartier sensible du Bronx à New York. Il débute comme journaliste pour le New York Post, puis entreprend au début des années 1970 une carrière de romancier et de scénariste pour la télévision et le cinéma. Il exerce en parallèle de nombreux métiers pour gagner sa vie, étant tour à tour chauffeur de taxi, employé dans une entreprise de pompes funèbres, agent d’entretien ou barman, avant de parvenir à vivre de sa plume.
Il publie en 1970 un essai consacré à l’architecte britannique Christopher Wren, puis un premier roman policier intitulé Fort Apache, the Bronx. Il signe quatre romans policiers et est, en 1977, contacté pour travailler avec le prolifique Paul Schrader à l’écriture du scénario du film Légitime Violence. Il adapte seul, l’année suivante, le roman The Boys from Brazil d’Ira Levin pour Franklin Schaffner. Il adapte ensuite son premier roman pour Daniel Petrie qui réalise Le Policeman en 1981.
Il s’inspire de son expérience de barman pour écrire le roman Cocktail qu’il publie en 1984. Il adapte pour le cinéma ce roman qui devient sous la caméra de Roger Donaldson le film Cocktail, avec Tom Cruise dans le rôle principal. Malgré un faible succès critique, le film plaît au public et est un succès commercial.
Il passe à la réalisation en 1991 avec le film policier Un bon flic. Il réalise ensuite les films Le Douzième Juré en 1994 et Double Bang (en) en 2002, inspiré d’un précédent roman publié en 1988.
Il poursuit actuellement sa carrière de romancier.

## Filmographie

### Cinéma
- 1977 : Légitime Violence (Rolling Thunder)
- 1978 : Ces garçons qui venaient du Brésil (The Boys from Brazil)
- 1981 : Le Policeman (Fort Apache, the Bronx)
- 1986 : Streets of Gold
- 1988 : Cocktail
- 1991 : Un bon flic (One Good Cop) - également scénariste
- 1994 : Le Douzième Juré - également scénariste
- 2001 : Double Bang (en) - également scénariste

### Télévision

#### Téléfilms
- 1996 : Jury en otage (en) (Mistrial) - en tant que réalisateur et scénariste

#### Séries télévisées
- 1969 : NYPD (en) - en tant que scénariste (3 épisodes)
- 1985 : Equalizer - en tant que producteur et scénariste (3 épisodes)

## Écrits

### Romans
- Fort Apache, the Bronx (1970)
- Corporation Freak (1971)
- One Dead Debutante (1976)
- Deadline For Murder (1977)
- Glitter Burn (1981)
- Cocktail (1984) Publié en français sous le titre Cocktail, traduction de Jean-Paul Martin, Paris, J’ai Lu no 2575, 1989 (ISBN 2-277-22575-4)
- Double Bang (1988)
- One Good Cop (1999)
- Leading Lady (2008)
- The Serial Killer's Daughter (2012)
- Green Light for Murder (2012)

### Autres romans et biographie
- Sir Christopher Wren (1970)
- Headaches And Health (1974) Publié en français sous le titre Le Mal de tête, traduction de Jacques Hall, Paris, Flammarion, 1974 (BNF 35197536)
- The Complete Book of Camping (1980)

## Distinctions

### Récompenses
- Razzie Awards 1989 : Plus mauvais scénario pour Cocktail

### Nominations
- Saturn Awards 1979 : Meilleur scénario pour Ces garçons qui venaient du Brésil
- Prix Hammett 2008 pour Leading Lady[1]
- Prix Hammett 2013 pour Green Light for Murder[1]